# Бусовисько

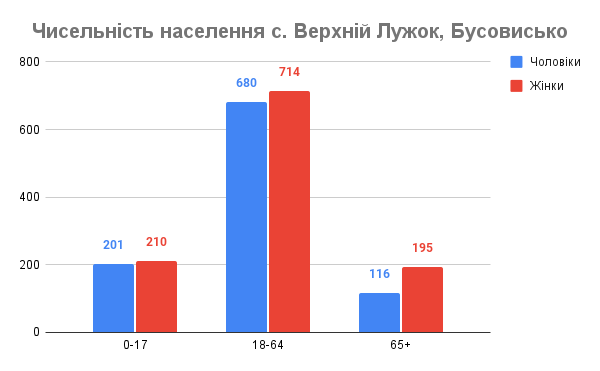
Чисельність населення с. Верхній Лужок, Бусовисько, 2021

Бусòвисько (Бусовиська)— село в Україні, у Самбірському районі Львівської області. Розташоване в Карпатах, на правому березі Дністра. Найдавніше із сіл Стрілківської територіальної громади. Чисельність населення — 949 осіб (станом на 2021 рік).

## Географія
Село поділене на такі квартали: Горішній Кінець, Горб, Середина і Стави (колись болотиста місцевість). Навколо розкинулись гори, які селяни називають Січки, Потічки, Тараси, Лази, Вішки, Русинова гора.
За селом знаходиться геологічна пам'ятка природи Спаський чи Соколів камінь. Гору, де знаходиться пам'ятка, називають За верхом, а поруч ближче до села є Головня.

## Історія

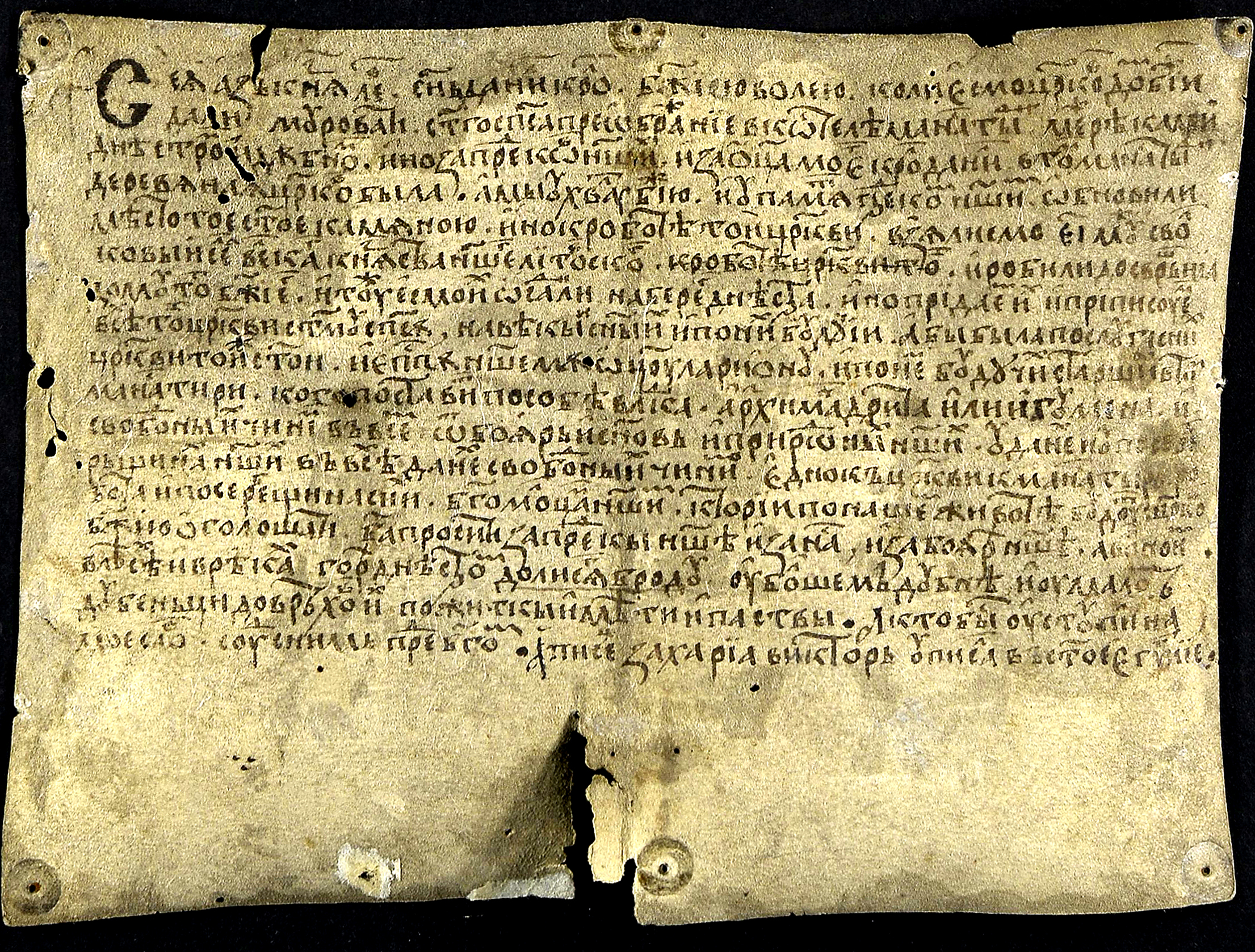
Грамота князя Лева самбірському єпископу Іларіонові із згадкою села Волковия (нині Бусовисько), датована 1292 р.

Перша згадка про поселення відноситься ще до XIII століття — 1273 рік[джерело не вказане 352 дні]. Первісно Бусовисько називали Волковия. Адміністративно воно належало до тогочасного міста Самбора[джерело не вказане 352 дні].
Коли село змінювало свою назву, то спочатку було Пусовисько, потім Пересовисько, а згодом перейшло у Бусовисько[джерело не вказане 352 дні].
Відомим село було ще з часів панування Австро-Угорщини своїми лікувальними рекреаціями[джерело не вказане 352 дні]. Мешканці Бусовиська вміли варити жентицю так, що вона виліковувала багато хвороб. На променад тогочасним селом ходило багато львівської еліти. 
Існує легенда, що у місцевій церкві 1886 року повінчалися Іван Франко і Ольга Хоружинська.
У 1947 році в селі переховувався син легендарного генерала Тараса Чупринки Юрій Шухевич у батькового приятеля Михайла Цапа.

### Сучасність
Наразі в селі проживає близько тисячі людей. Великими родинами Бусовиськ вважаються селяни з прізвищем Герило, Кость, Лужецький, Луць, Українець, Щербан, Цап, Яворський, Яциник. 
Станом на 2014 рік у селі діяла ЗОШ І-ІІ ступ., нар. дім, бібліотека.

### Населення
У 1938 р. в селі проживало 1012 греко-католиків.
У 2001 р. в селі проживали 993 особи.
У 2014 р. в селі проживало 960 осіб, з них 145 греко-католиків та 815 православних.
У 2021 р. в селі проживало 949 осіб.

### Мова
Розподіл населення за рідною мовою за даними перепису 2001 року:
| Мова       | Кількість | Відсоток |
| ---------- | --------- | -------- |
| українська | 992       | 99.9%    |
| російська  | 1         | 0.1%     |
| Усього     | 993       | 100%     |

## Церква Собору Пресвятої Богородиці (1780)
Важливу роль у культурному житті відігравала церква. Відомо, що юридичний дозвіл на земельні угіддя для парафії (ерекційна грамота) був наданий перемиським єпископом Михайлом Копистенським у 1595 році. В документаціях про село згадується монастир. 
Попередня дерев'яна церква (згадується у 1695 та 1718 рр.) була тризрубною з двома двозаломними верхами, як описує її акт візитації 1766 р. В цьому році згадується і про монастир у селі.
Сучасна дерев'яна тризрубна триверха церква бойківського типу збудована у 1780 році, як свідчить надпис на одвірку західних дверей: "По благодати создани божестенъніи// домъ днѧ Л апрілѧ Р. Б. АѰП" ("По благодаті збудований божественний дім дня 30 квітня Р. Б. 1780"). Верхи - восьмерик на двох четвериках, вкриті восьмибічними банями, увінчаними сліпими ліхтарями з маківками. 
У 1793 році церква отримала грамоту Перемиського єпископа-василіянина УГКЦ Максиміліяна Рило з наданням відпусту на Преображення Господнє, перенесеним сюди по ліквідації катедральної церкви в селі Спас. Згодом цю грамоту підтвердив єпископ Перемиським, Самбірським і Сяноцьким Антонієм Ангеловичем (він також був першим греко-католицьким Митрополитом Галицьким). Зі скасованого Спаського монастиря до Бусовиськ передали ікони та багато церковних речей.
До 1833 року це була матірна церква парафії Св. Миколая (до складу парафії входила дочірня церква села Лужок Горішній). До 1946 року це була дочірня церква парафії Св. прп. Параскевії села Лужок Горішній Старосамбірського деканату Перемишльсько-Самбірсько-Сяницької єпархії УГКЦ.
Церкву ремонтували на початку XX століття. Дах з ґонти замінили бляхою. 
В 1928 році громада села замовила проєкт нової мурованої церкви, архітектором був Євген Нагірний. Але втілити в життя цю ідею поки що не вдалося.
Після Другої світової війни, окупації цих земель комуністичною владою срср та вбивства місцевого пароха о. Тита Долинського (ймовірний рік народження - 1899, рік вбивства - ✝1953 р.) греко-католицька парафія села Бусовиськ перейшла до Російської православної церкви. З 1960 по 1988 рр. церква Собору Пресвятої Богородиці стояла закритою.  
У часи переслідування комуністичною владою УГКЦ у Бусовиську служили: 1970-і рр. - о. Юстин Роман (УГКЦ); 1980-і рр. - ієромонахи Василь Медрунь, Йосафат Глуховецький, Матей Гаврилів та інші.
У 1988 р. храм був відкритий. Настоятель - священик РПЦ Людомир Сембратович (помер у 1990 р., похований на кладовищі с. Верхній Лужок), який перейшов в УГКЦ. Однак, сама парафія у 1989 р. перейшла до УПЦ КП. Рішення про почергове служіння у храмі греко-католицької та православної громад не було виконане. Станом на липень 2019 парафія належить ПЦУ. 
З 90-х храм оберігається як сакральна пам'ятка архітектури та містобудування національного значення. 
У середині приміщення всі верхи "розкриті" і створюється враження єдиного простору. Бабинець з'єднаний з центральним зрубом аркою.
При вході на церковне подвір'я праворуч знаходиться дерев'яна дзвіниця, яка також є пам'яткою архітектури та містобудування національного значення. На згадку будівничі залишили різьблений напис на одвірку її дверей: «По благодаті збудована ця дзвіниця Р. Б. 1788».

### Священики, які обслуговували громаду, та їх уряди
| Ім'я                                       | Рік початку служіння | Рік завершення служіння              | Уряд  |
| ------------------------------------------ | -------------------- | ------------------------------------ | ----- |
| Єрентовський Ігнатій (греко-катол.)        |                      | (1791)                               | парох |
| Ясеницький Семен (греко-катол.)            | (1828)               | 1854 (помер)                         | парох |
| Паславський Омелян (греко-катол.)          | 1843                 | 1848                                 | сотр. |
| Кишнакевич Ігнатій (греко-катол.)          | 1848                 | 1854                                 | сотр. |
| Кишнакевич Ігнатій (греко-катол.)          | 1854                 | 1856                                 | адм.  |
| Паславський Платон (греко-катол.)          | 1856                 | 1878                                 | парох |
| Ваць Михайло (греко-катол.)                | 1878                 | 1887 (помер)                         | парох |
| Шемеляк Леонід (греко-катол.)              | 1887                 | 1888                                 | адм.  |
| Василькевич Григорій (греко-катол.)        | 1888                 | 1915 (помер)                         | парох |
| Андріянович Євген (греко-катол.)           | 1917                 | 1929                                 | парох |
| Татомир Юліян (греко-катол.)               | 1929                 | 1944                                 | парох |
| Горіховський Дмитро (греко-катол.)         | 1944                 | 1946                                 | парох |
| Долинський Тит - вбитий                    | 1946                 | 1953                                 | парох |
| Савчук Юрій (РПЦ)                          | 1953                 | 1957                                 | наст. |
| Бурдяк Володимир (РПЦ)                     | 1957                 | 1961                                 | наст. |
| закритий                                   | 1961                 | 1967                                 |       |
| Сембратович Людомир (РПЦ, перейшов в УГКЦ) | 1964                 | 1989 (помер у 1990, похоронений тут) | наст. |
| Нацулич Василь (РПЦ, перейшов до УПЦ КП)   | 1989                 | ?                                    | наст. |
| Білик Іван (УПЦ КП)                        | 2010                 | ?                                    | сотр. |
| Білик Іван (УПЦ КП, перейшов в ПЦУ)        | ?                    | (2024)                               | наст. |

### Ікона «Собор Богородиці» або «Поклоніння волхвів» (сер.16 ст.)

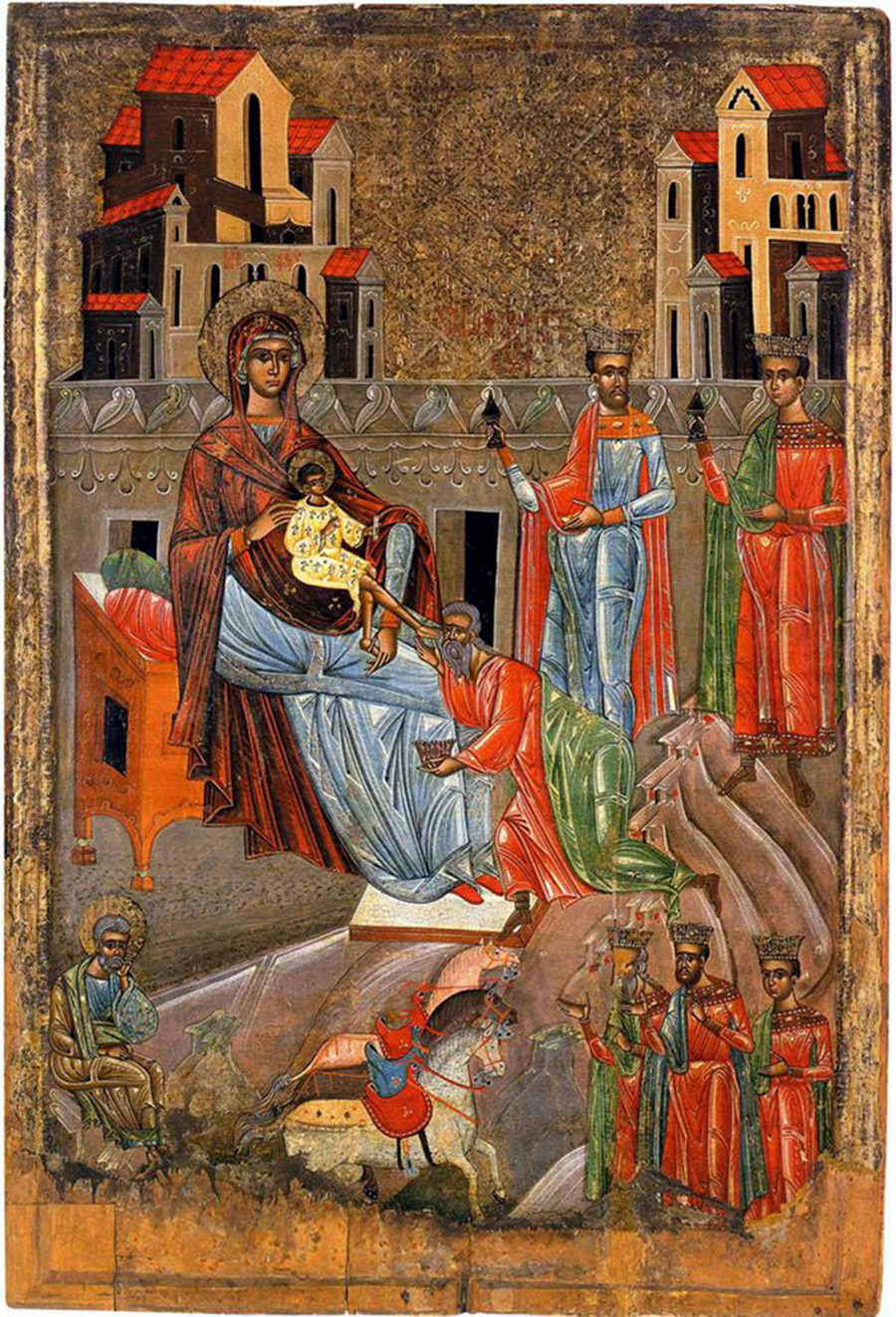
Ікона "Собор Богородиці" або "Поклоніння волхвів" із села Бусовисько, середина XVI ст. Велика храмова ікона із дуже рідкісним сюжетом із села Бусовиська. Один із найбільш видатних творів Перемиської школи XVI ст. НМЛ ім. А. Шептицького

Бусовиська ікона «Собор Богородиці» або «Поклоніння волхвів» (сер. 16 ст.) знаходиться в Національному музеї у Львові. Про неї, як один із найбільш видатних творів Перемиської школи XVI ст., згадують багато підручників з Історії за 8 клас. Ця велика храмова ікона разом з «Різдвом Христовим» з Трушевич належить до найбільш видатних творів перемишльської школи середини XVI століття. Сюжет ікони дуже рідкісний. В українському станковому живопису це унікальний зразок, можливо, перейнятий з настінних лаврівських розписів, імовірно початку XVI століття, де цю сцену зображено у своєрідному триптиху з приїжджаючими і від’їжджаючими вершниками. Деякі аналогії відчуваються і в живописних прийомах: в легкому і вільному начерку ліній та в струнких пропорціях постатей і архітектурних форм, що виступають у поєднанні з високим скелястим поземом. Вони свідчать про живий зв’язок станкового малярства з монументальним.
В іконі «Поклоніння волхвів» уже з’являється декоративне пластично тиснене золоте тло з хрещиками в ромбах. Композиція розгортається у трьох горизонтальних поясах. Лінія рисунка впевнена й легка, висвітлювання білилом чітке й контрастне, а не тональне й м’яке, як це можна було спостерігати в деяких місцях в іконі з Трушевич. Кольори – насичений багряний і блакитний в одязі Марії, червоний, рожевий, соковито-синій та зелений на одязі інших персонажів – виразно контрастують з вохристо-сіруватим тоном архітектурних форм та скелястого пейзажу.
Композиція хоч і поділена на зони, але справляє враження цілісної завдяки вдалому розміщенню всіх компонентів, зокрема кольорових площин. Стрункість пропорцій постатей та архітектурного стафажу з підкреслено видовженими чорними прорізами для дверей і вікон підсилює загальний вертикальний ритм композиції. При загальній статичності постатей незначним поворотом голови досягається враження руху, особливо в зображенні коней.
Іконописні зразки з афонських, охрідських та інших південнобалканських центрів ще часом розглядались як взірець ікон у церквах грецького обряду. Разом з тим ці балканські центри були джерелами проникнення на Україну окремих композиційних, сюжетних та декоративних мотивів, розроблених в італійському мистецтві. Про це свідчать композиції ікони «Поклоніння волхвів» з села Бусовиська (середина XVI ст.) та ікони «Господь у труні» з Старого Самбору (друга половина XVI ст.). Серед ранніх італійських творів спільні композиційні елементи з українською іконою можна бачити у «Поклонінні волхвів», виконаному в 60 – 80-х рр. XVII століття Гвідо да Сієна. Композиція «Господь у труні» була популярною в Сієні ще в першій половині XIV століття, а також у Венеції. В центрах сербського іконопису такі композиції стають відомі в XIV – XV століттях (вогнищами італійських впливів у цей час були в Сербії міста Дубровник та Спліт), а в Молдаво-Валахії – в XV – XVI століттях. На Балканах ці композиції, про що свідчить і трактування згаданих українських ікон, зазнавали в XVI столітті значної стилістичної переробки у відповідності з панівними архаїзуючими течіями.

### Інші ікони Церкви Собору Пресвятої Богородиці
У храмі збереглися:  
- іконостас кінця 18 століття,
- ікона невідомого автора «Преображення Христа» (14 ст.) і
- «Поклін царів і східних мудреців Ісусові» (сер. 16 ст.). Автор невідомий.[8]

## Церква Преображення Господнього (2011)
Мурована церква, збудована в часи Незалежності України греко-католицькою громадою села Верхній Лужок.
У 2010 році владика Юліан Вороновський, єпископ Самбірсько-Дрогобицький УГКЦ, освятив наріжний камінь під будівництво нового  храму. Через рік у 2011 храм освятив митрополит Перемишльсько-Варшавський УГКЦ Іван Мартиняк, уродженець села Спас, у співслужінні з владикою Ярославом Прирізом, єпископом-помічником Самбірсько-Дрогобицької єпархії УГКЦ.

### Священики, які обслуговували громаду, та їх уряди
| Ім'я                                 | Рік початку служіння | Рік завершення служіння                                         | Уряд |
| ------------------------------------ | -------------------- | --------------------------------------------------------------- | ---- |
| Сюсько Петро-старший (греко-катол.)  | 1991                 | 28.09.2019 (помер, похоронений на кладовищі села Верхній Лужок) | зав. |
| Сюсько Петро-молодший (греко-катол.) | 2019                 | (2024)                                                          |      |

## Школа з с. Бусовисько (Шевченківський Гай)
Будівлю зведено у 1880 році за гроші громади села Бусовисько.

У плані складається з трьох основних приміщень: класу й житла вчителя, які розділені коридором.
«Школа стояла в центрі села, навпроти церкви. Споруджена на кошти громади в 1880 році. Від вулиці була відгороджена штахетами, за якими виднівся живопліт. Через фіртку входили на шкільне подвір’я. Направо від приміщення школи починався город, за яким виднівся сад. Зліва – «гімнастичне боїще» для забав дітей. Ближче до кута огорожі стояла криниця з дерев’яним зрубом. В глибині цієї частини подвір’я була господарська споруда. Сама школа – дерев’яна, покрита гонтом. На гребені даху вежа з дзвінком, який приводили в рух шнурком, що звисає в коридорі. Так скликали учнів. Головний вхід – з подвір’я, через оздоблений різьбленими дошками, ганок».
У монографії про Старосамбірщину Софії Стешальської 1839 року  (Зофії Стшетельської-Гринбергової, Zofia Strzetelska-Grynbergowa 1899 року) зазначається, що школа в Бусовиськах є “найгарніша з всіх шкіл” і може бути зразком при будівництві таких споруд в інших селах.
Класна кімната – це велике прямокутне приміщення. Стіни в класі побілені, підлога зроблена з широких соснових дощок. При глухій стіні знаходиться підвищення – «градус». На ньому стоять : з одного боку стіл, з другого – чорна таблиця (класна дошка). Навпроти «градуса» вздовж кімнати – два ряди шкільних лав. На них лежать грифельні таблички з «рисіками». Учні 1-2 класів писали на грифельних дошках «рисіками»(загостреними грифельними паличками). 3 – олівцем у зошитах, і лише 4 – ручками(з металевим пером).
У творі Івана Франка «Грицева шкільна наука» описано «ослячу парту», яка теж є у класній кімнаті. За нею навчались несумлінні діти.
Вчитель жив у тому самому приміщенні – навпроти. 
Вчителя винаймала сільська громада.

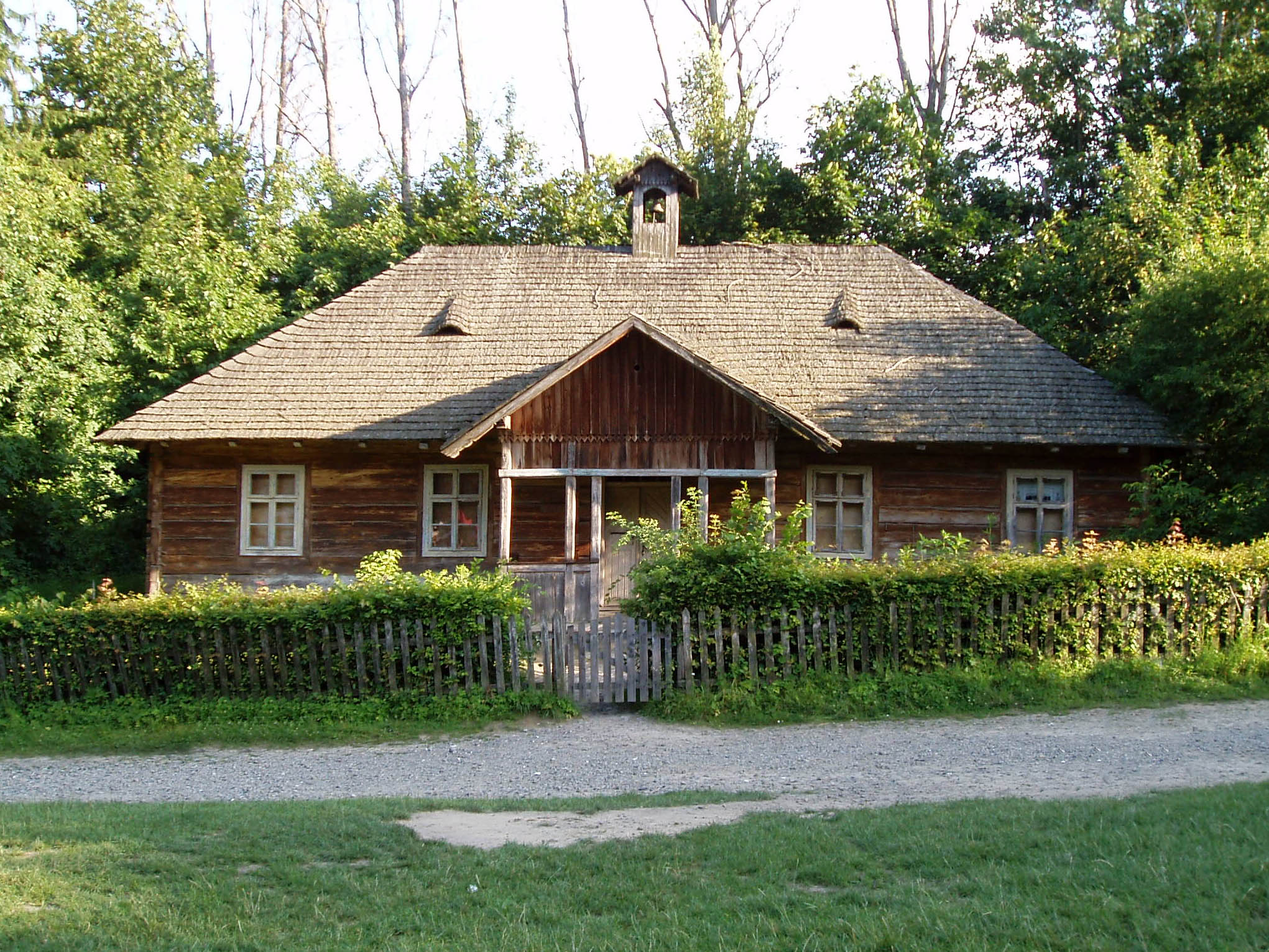
Школа з села Бусовисько

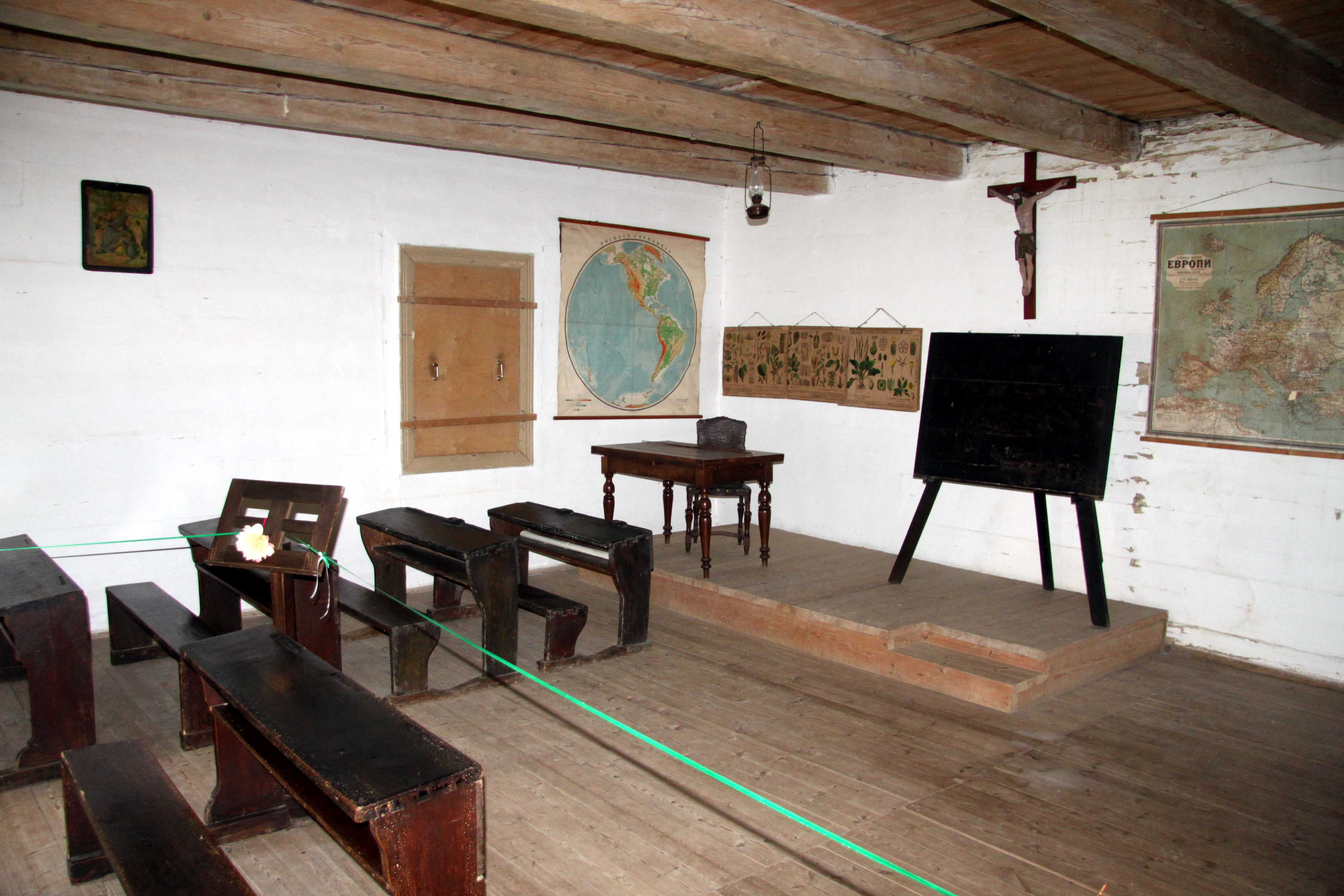
Школа з села Бусовисько

Науковці Музею віднайшли її під час експедиції на Бойківщину в 1976 р., і вже за два роки перевезли до скансену.

Спогади одного зі старожилів села, Панько Паньковича Короля (1897 р.), записані під час повторної експедиції 1979 р. науковим співробітником Я.О.Кравченком:
«Школу будували на кошти громади сільськими майстрами. Керував ними Йосиф Луць. А було то на початку 1880-тих років. Покрита школа була гонтом. Вежа з дзвінком називалась «сигнатурка». Зверху вежі був флюгер. Перед школою ріс живопліт, попід вікнами – грядки з квітами. Гімнастичне боїще – чистий пляц біля школи, де діти бавились. Я вчився в школі з 1904 по 1910 рр. В коридорі і в класі підлога була з півдерева «плениць». Піч мурована з каменю. Стіл вчителя стояв на «градусі», на якому також били учнів за непослух. На «градус» вело 3 сходинки. Лавки були довгі, на 8-10 учнів. 1-2 класи писали рисіками на чорних табличках в вузьких дерев’яних рамках. На стіні висіла мапа і портрет Франца-Йосипа. Вчили рахунків, польську і українську мови, закон Божий. В класі стояла шафа, де були зошити, чорнило, пера, олівці. Вчителька жила при школі, з другої сторони сіней».

## Історичні пам'ятки

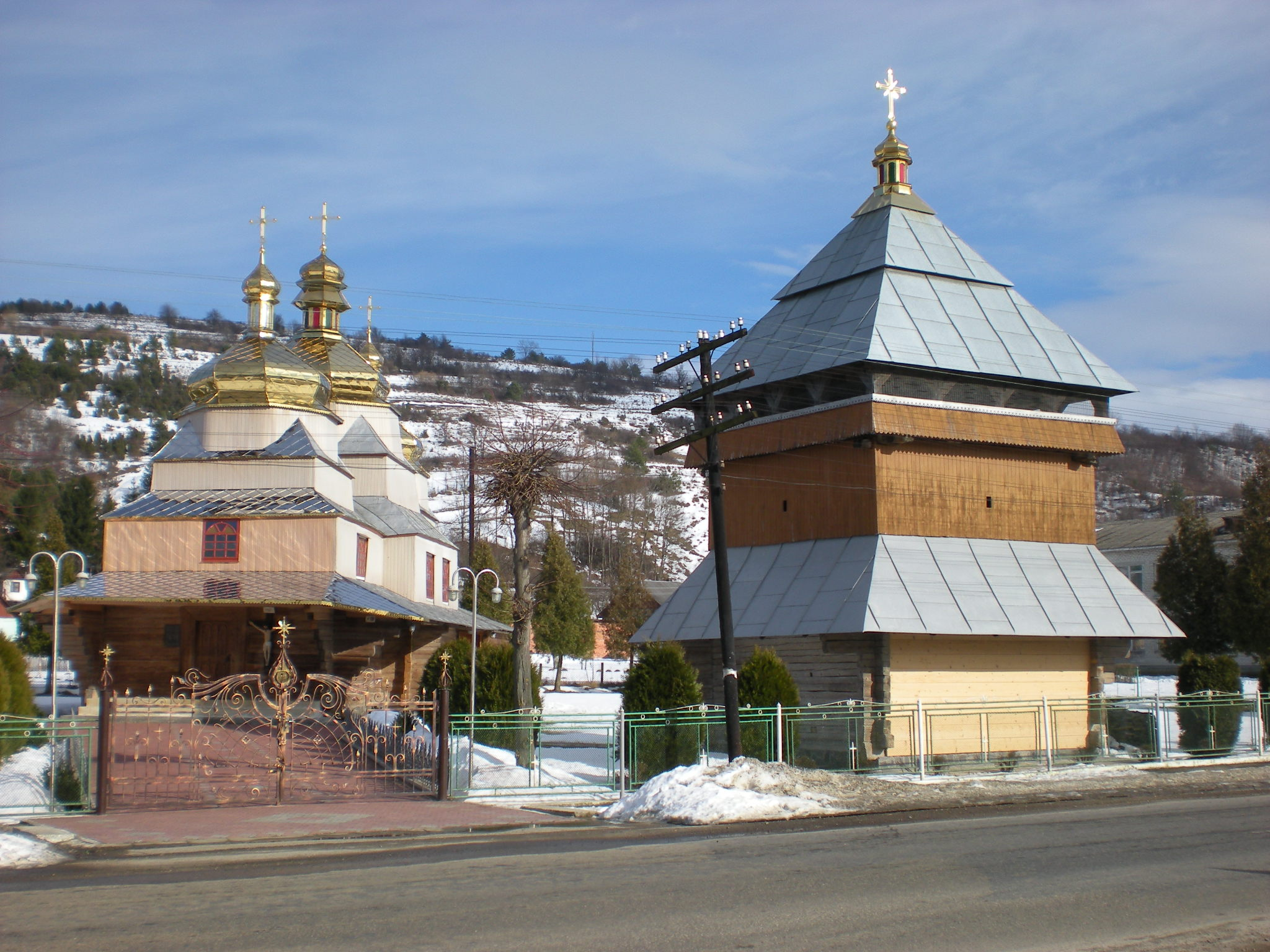
Дерев'яна церква Собору Пресвятої Богородиці села Бусовисько (сьогодні - Преображення ГНІХ), 1780 рік побудови.

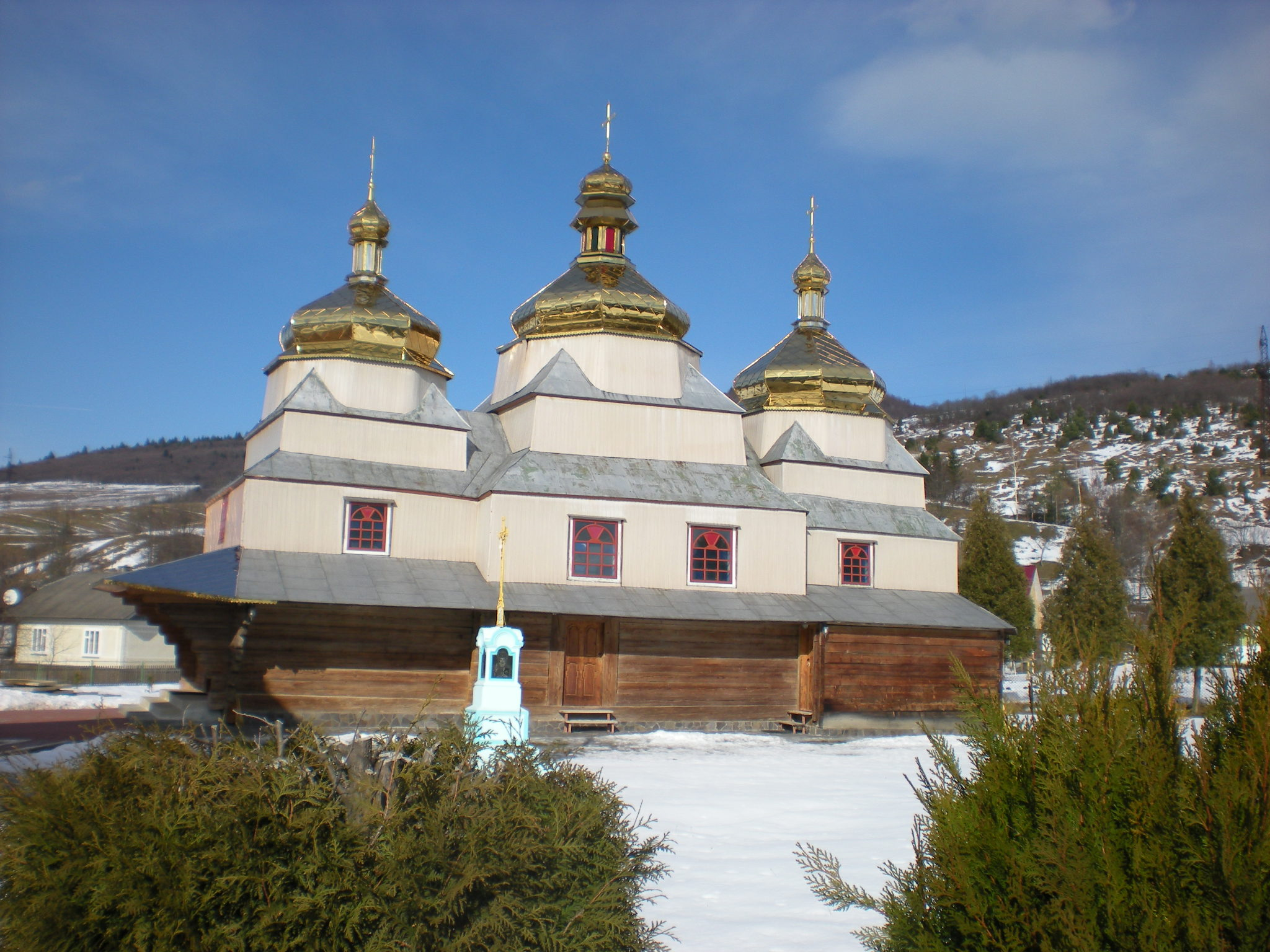
Дерев'яна церква Собору Пресвятої Богородиці села Бусовисько (сьогодні - Преображення ГНІХ), 1780 рік побудови.

Дерев'яна церква Собору Пресвятої Богородиці, побудована 1780 р. 
Дзвіниця церкви Собору Пресвятої Богородиці (дер.) 1788 р.

## Відомі мешканці

### Народились
- Лужецький Андрій Миколайович (нар. 1978) — український біохімік, генетик. Живе та працює в Німеччині.
- Фаріон Ярослава Степанівна[d] (1927—2019) — мати Ірини Фаріон.
- Щербан Роман — український стенд-ап комік, резидент YouTube каналу "Леви На Джипі"